# Pascal Danel
Pour les articles homonymes, voir Danel.
Pascal Danel, né Jean-Jacques Pascal, le 31 mars 1944 dans le 16e arrondissement de Paris et mort le 25 juillet 2024 à Melun (Seine-et-Marne), est un auteur-compositeur-interprète français.

## Biographie

### Enfance et débuts
Jean-Jacques Pascal naît le 31 mars 1944.
Une partie de son enfance et de son adolescence se déroule chez sa grand-mère à Dijon, puis de pension en pension, notamment au hameau-école d'Annel, d'où il tire son pseudonyme.
Après avoir été funambule à moto, et reçu une bourse au conservatoire de théâtre de la rue Blanche, il se tourne vers la musique à la suite d'un accident. Durant sa convalescence, il apprend la guitare, puis le piano. C'est ainsi qu'en 1962, il commence une carrière musicale, en tant que guitariste et chanteur du groupe de rock Les Panthères.
Devenu rapidement auteur-compositeur, il enregistre son premier disque chez Vogue, où il est remercié en même temps que Michel Delpech et Jean Ferrat. Lucien Morisse le fait entrer chez AZ Discs.
Les premiers titres sortent en 1965. Hop là tu as vu ! et Je m'en fous, ont un certain succès qui font connaître l'artiste.

### Succès
En 1966, Pascal Danel compose et enregistre le titre La Plage aux romantiques, qui se vend en France à plus de 150 000 exemplaires.
À la fin de l'année, Kilimandjaro dépasse les 200 000 ventes en France. La chanson sera enregistrée en plusieurs langues.
En 1967, il écrit et compose deux chansons pour une jeune chanteuse belge, Ariane. Il joue de la guitare sur ce 45 tours.

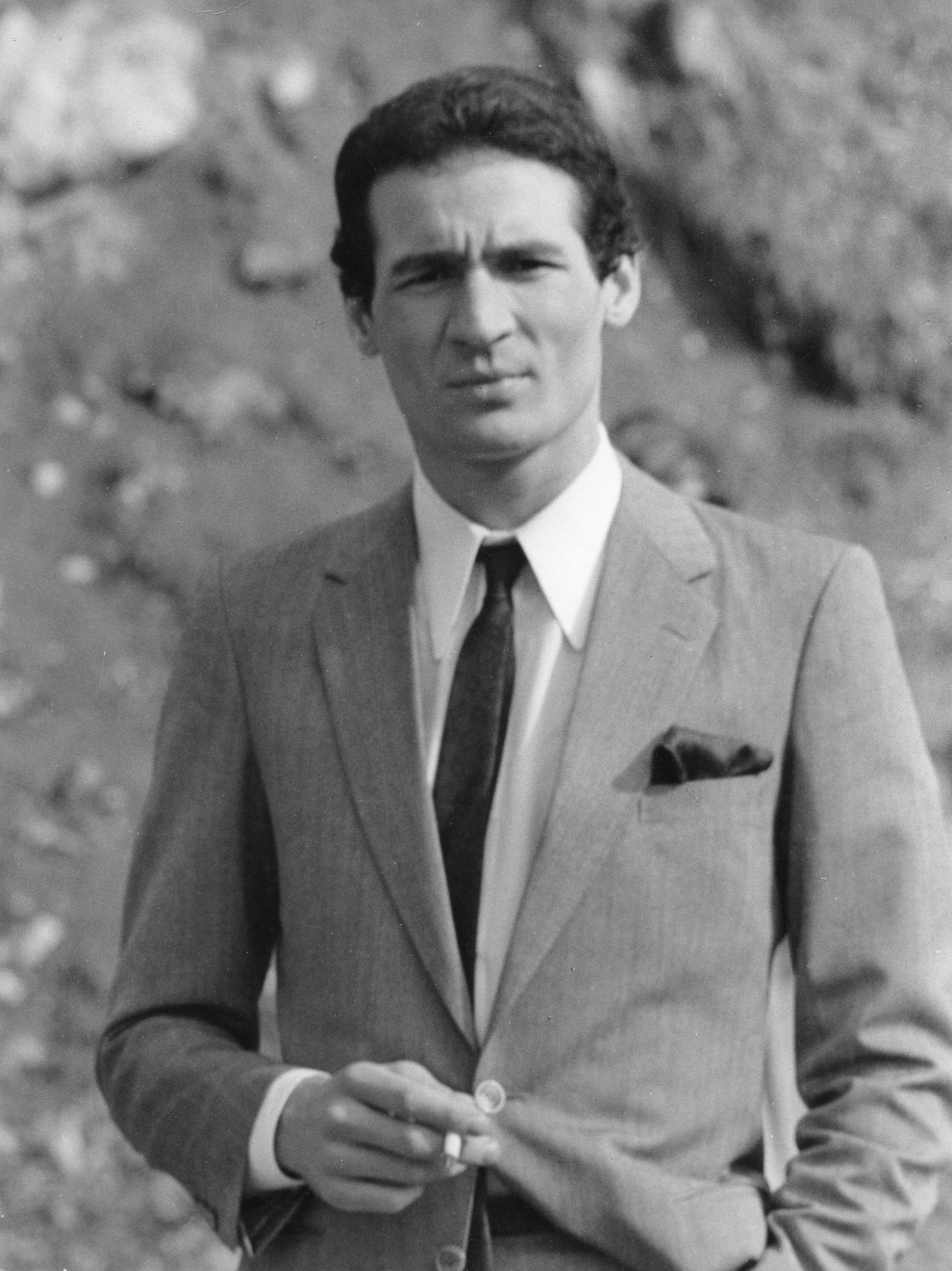
Pascal Danel en 1967.

Il enregistre alors plusieurs disques en italien, espagnol, japonais et tourne en France, dont l'Olympia, et à l'étranger.
D'autres 45 tours sortent, comme Les trois dernières minutes, La neige est en deuil, Le funambule ou L'Italie. Seul le titre Comme une enfant, en 1967, dépasse les 75 000 ventes. En 1972 Mamina est écoulé à plus de 100 000 exemplaires. La même année, Pascal Danel remporte le Grand Prix de la Rose d'Or avec la chanson Ton âme, qu'il présente à la Mostra de Venise. La chanson est censurée par le Vatican. Il compose également Chanson pour Anna pour Daniel Guichard et Un peu de soleil, un peu de ciel bleu pour Marcel Amont.
À cette époque, l'artiste découvre Laurent Voulzy, qu'il engage en tant que guitariste et chef d'orchestre, jusqu'en 1974. Ensemble, ils produisent plusieurs titres et albums, dont Rotterdam.
La seconde partie des années 1970 il effectue une tournée internationale, qui suit des tours de chant d'envergure comme celui d'Europe 1.
En 1979, La Plage aux romantiques est réédité en davantage d'exemplaires, 200 000, que la première édition. S'ensuivent un album, une dernière prestation à l'Olympia début 1980, puis une tournée d'été en 1982 avec RMC. Accompagné de ses musiciens, dont Jean-Pierre Mader et Jean-Louis Pujade, qui formera plus tard le groupe Images, il sillonne les pays arabes et le Liban.

### Diversification
Pascal Danel est producteur de télévision en 1983, avec Cadence 3, qu'il co-présente avec Guy Lux et dont il compose le générique ; il produit Macadam, une émission de variétés scénarisée sans présentateur, dont il écrit certains numéros avec Étienne Roda-Gil.
En 1987, il est scénariste, acteur et compositeur pour le téléfilm L'enfant et le président, avec Michael Lonsdale. Un grave accident stoppe son activité dans la fiction.
En 1989, à l'occasion de l'émission Succès fous, diffusée sur TF1, le tube La plage aux romantiques est classé numéro un par les téléspectateurs, et le Kilimandjaro se classe en troisième dans un autre épisode de l'émission.
Après une compilation produite par son fils Jean-Pierre, Pascal Danel et son fils réalisent un album en langue corse en 1994 et d'autres compilations. En 2000, paraît l'album Je voulais simplement te dire, et l'artiste remonte sur scène pour une série de concerts au Cirque d'Hiver à Paris.

### Retour sur scène
Pascal Danel donne des concerts dans le monde, se produisant en 2006 aux États-Unis, et chante au Chorus Café dirigé par son ami Guy Mardel.
En 2007, il est en janvier au Petit Journal Montparnasse et enregistre un album, Le cœur des femmes, dont est issu le titre L'ami Jacob, sur la déportation, et un duo avec son ami Laurent Voulzy, sur La Plage aux romantiques.
De mars 2007 à février 2009, il participe aux saisons 2 et 3 de la tournée Âge Tendre et Têtes de Bois, qui traverse la France, la Suisse et la Belgique aux côtés d'autres artistes, dans les grandes salles et les Zéniths, pour plus de 150 dates, devant 800 000 spectateurs. Il retrouve des artistes avec lesquels il avait collaboré plusieurs décennies auparavant, comme Richard Anthony, Marcel Amont et Eric Charden.

### Années 2010-2020
La décennie 2010 s'ouvre avec la parution de son premier livre, Mitterrand, l'homme de Latche, dans lequel il retrace l'amitié secrète, intime et non politique qu'il entretenait avec l'ancien Président de la République François Mitterrand.
En 2010 et 2011, il donne plusieurs concerts au Petit journal Montparnasse à Paris. En novembre 2010, il participe à la croisière Salut les copains !, produite par Europe 1. Il est également au programme de la seconde édition, en mai 2012. Il poursuit en parallèle ses concerts en France.
Le 22 mai 2013, il reçoit la médaille de Chevalier de l'Ordre de la Pléiade pour sa contribution au rayonnement de la francophonie dans le monde.

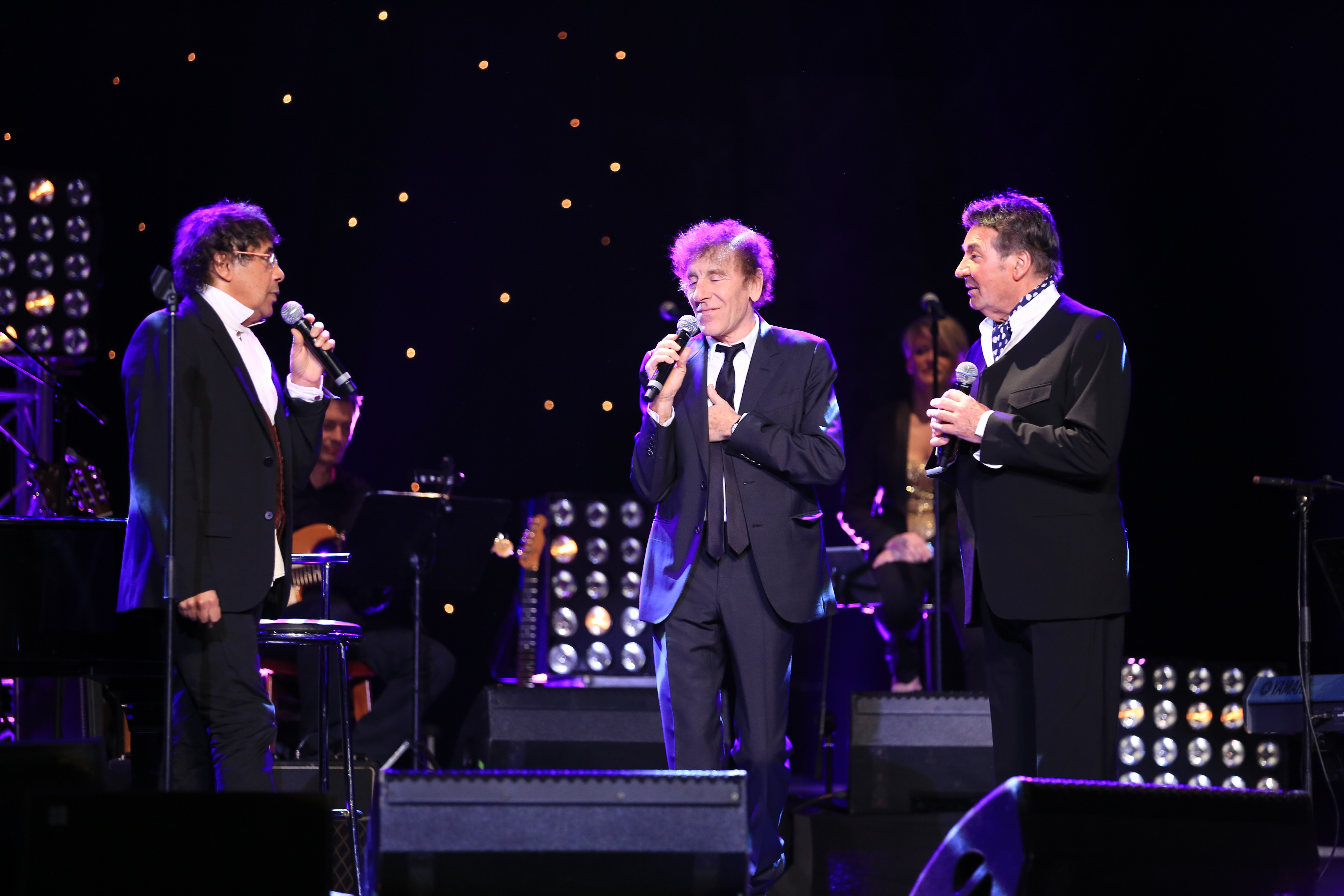
Laurent Voulzy, Alain Souchon et Pascal Danel au Casino de Paris le 10 janvier 2014.

En 2014, il fait une tournée hommage à son ami, parrain et éditeur, Gilbert Bécaud. Il passe ainsi au Casino de Paris, avec des invités comme Laurent Voulzy, Alain Souchon, Alice Dona et Julie Pietri. La même année sort l'Putain d'étoile. À la fin de l'année, il participe à la croisière Melody.
En 2015, il se produit à La Nouvelle Eve à Paris pour deux concerts.
En mai 2016, il participe au concert caritatif de l'association Les Petits Frères des Pauvres à l'Olympia de Paris en compagnie de Véronique Sanson, Vianney, Bigflo et Oli, Nicoletta, Dave, Julie Zénatti ou encore Claire Keim.
Le 9 juin 2016, la Sacem lui délivre une médaille pour ses 50 ans en tant que sociétaire définitif.
Il participe à la tournée Âge Tendre, la tournée des idoles dès novembre 2016. Produite par Christophe Dechavanne et présentée par Cyril Féraud, la tournée a lieu en France, avec une halte au Zénith de Paris, et en Belgique jusqu'en février 2017, et une diffusion sur C8.
En novembre 2017, il participe à la Croisière des idoles. Il renouvelle l'expérience en octobre 2019, puis de janvier à mars 2020, date à laquelle la tournée est stoppée par le Covid. Il reprend ensuite la route dès 2021 en donnant plusieurs concerts solos.
Le 12 janvier 2024, il sort une autobiographie, intitulée J'ai le mal de mère, dans laquelle il retrace son enfance difficile et revient sur sa vie et son parcours.
Le 26 avril 2024, il donne son dernier concert à Sorgues dans le cadre du Festival Jean Ferrat.

### Mort
Pascal Danel meurt à l'âge de 80 ans dans la nuit du 24 au 25 juillet 2024 dans une clinique de Melun (Seine-et-Marne) à la suite d'une opération à la vessie ayant provoqué un malaise cardiaque. Ses obsèques ont lieu au cimetière de Bazoches-sur-le-Betz (Loiret) dans la matinée du 31 juillet, où il est inhumé, en présence notamment de Laurent Voulzy, Herbert Léonard et Bernard Sauvat.

### Vie privée
Pascal Danel se marie une première fois de 1966 à 1994 avec Margit, une proche collaboratrice de Jacques Attali à l'Élysée sous la présidence Mitterrand durant 14 ans. De cette union naît Jean-Pierre en 1968.[réf. nécessaire]
Il a environ 25 ans quand il retrouve sa mère qu'il ne connaissait pas. Il découvre sa famille maternelle qui est implantée en Balagne, à Calenzana.[réf. nécessaire]
Durant quelques années il partage sa vie avec Prisca, une ancienne Claudette.[réf. nécessaire]
Le 13 juin 2009, il épouse au château de Soubiran à Dammarie-les-Lys Florence, de 25 ans sa cadette, retrouvée un an auparavant, avec qui il vit jusqu'en 2021. Ils s'étaient rencontrés, le temps d'une photographie, en 1982.

## Distinctions
- 1972 : Grand Prix de la Rose d'Or d'Antibes, pour la chanson Ton âme
- 2013 : Chevalier de la Pléiade internationale de la Francophonie
- 2016 : Médaille de la SACEM à l'occasion de ses 50 ans en tant que pensionnaire définitif.

## Discographie

### Principaux singles
- 1965 : Je m'en fous
- 1965 : Hop là tu as vu !
- 1966 : La Plage aux romantiques
- 1966 : Pierrot le sait
- 1967 : Jeanne
- 1967 : Kilimandjaro
- 1967 : Les Trois Dernières Minutes
- 1967 : Comme une enfant
- 1968 : Le Funambule
- 1968 : La neige est en deuil
- 1968 : L'Italie
- 1970 : Allez viens on danse
- 1972 : Mamina
- 1972 : Ton âme (Prix de la Rose d'Or)
- 1972 : Notre Dame
- 1973 : Je suis un aventurier
- 1973 : Le Petit Prince n'est pas mort
- 1974 : Rotterdam
- 1978 : La Communale de mes 10 ans
- 1980 : Les Grands Oiseaux
- 2007 : Le Cœur des femmes
- 2007 : L'ami Jacob
- 2007 : La plage aux romantiques - avec Laurent Voulzy

### Albums studios
- 1967 : Kilimandjaro
- 1974 : Rotterdam
- 1975 : Si tu passes le pont
- 1978 : Ailleurs
- 1979 : Générique 80
- 1981 : Un homme fou d'amour
- 1983 : Les Rats
- 1994 : Buttafoco, retour aux racines corses
- 2000 : Je voulais simplement te dire
- 2007 : Le Cœur des femmes
- 2014 : Putain d'étoile

### Albums live
- 1980 : Olympia 80
- 2007 : Âge Tendre, la tournée des idoles - saison 2 (multi-artistes)
- 2008 : Âge Tendre, la tournée des idoles - saison 3 (multi-artistes)
- 2016 : L'hommage à Gilbert Bécaud
- 2016 : Les petits frères des pauvres - à l'Olympia
- 2017 : Âge Tendre, la tournée des idoles - Le concert des 10 ans (multi-artistes)

### Compilations
- 1968 : Collection Record
- 1970 : Disque d'Or
- 1980 : Succès
- 1982 : Les plus belles chansons
- 1989 : Les plus grands succès
- 1993 : Kilimandjaro
- 1993 : The very best of
- 1994 : Mes années vinyl
- 1995 : French 60's collection
- 1995 : Mes années vinyl vol.2
- 1997 : Essentiels masters
- 1999 : Kilimandjaro
- 1999 : Pascal Danel
- 2000 : Kilimandjaro
- 2001 : Musicorama
- 2012 : Les grands succès
- 2016 : Les plus grands tubes

### Titres composés pour d'autres artistes
- 1966 : Raconte moi, pour Annie Markhan
- 1967 : Nicolas, pour Ariane
- 1967 : Les gémeaux, pour Ariane
- 1972 : Un peu de soleil, un peu de ciel bleu, pour Marcel Amont
- 1974 : Chanson pour Anna, pour Daniel Guichard
- 2008 : Navigateur solitaire, pour Thierry Fabry

## Reprises
- On entend Kilimandjaro dans le film Le vélo de Ghislain Lambert en 2001 et dans le film Les Neiges du Kilimandjaro (2011) de Robert Guédiguian[34].
- La mélodie de la chanson Allez viens on danse, composée par Georges Chatelain, a été utilisée aux Pays-Bas en 1971 pour la chanson De Clown, texte de Pierre Kartner, chantée par Ben Cramer, devenue un immense succès, avec plus de 90 reprises dans le monde.
- La mélodie de la chanson Ton âme a été utilisée en 1973 pour le titre Dan is er hoop, interprété par Kartner et aussi par Cramer[35].
- Les titres Mamina et Ton âme sont repris quelque temps après leur sortie par Dalida, qui en fait également des succès.

## Publication
- 2010 : Mitterrand, l'homme de Latche, aux Editions du Rocher
- 2024 : J'ai le mal de mère, chez Auteurs du Monde